# Dřevcová zbraň

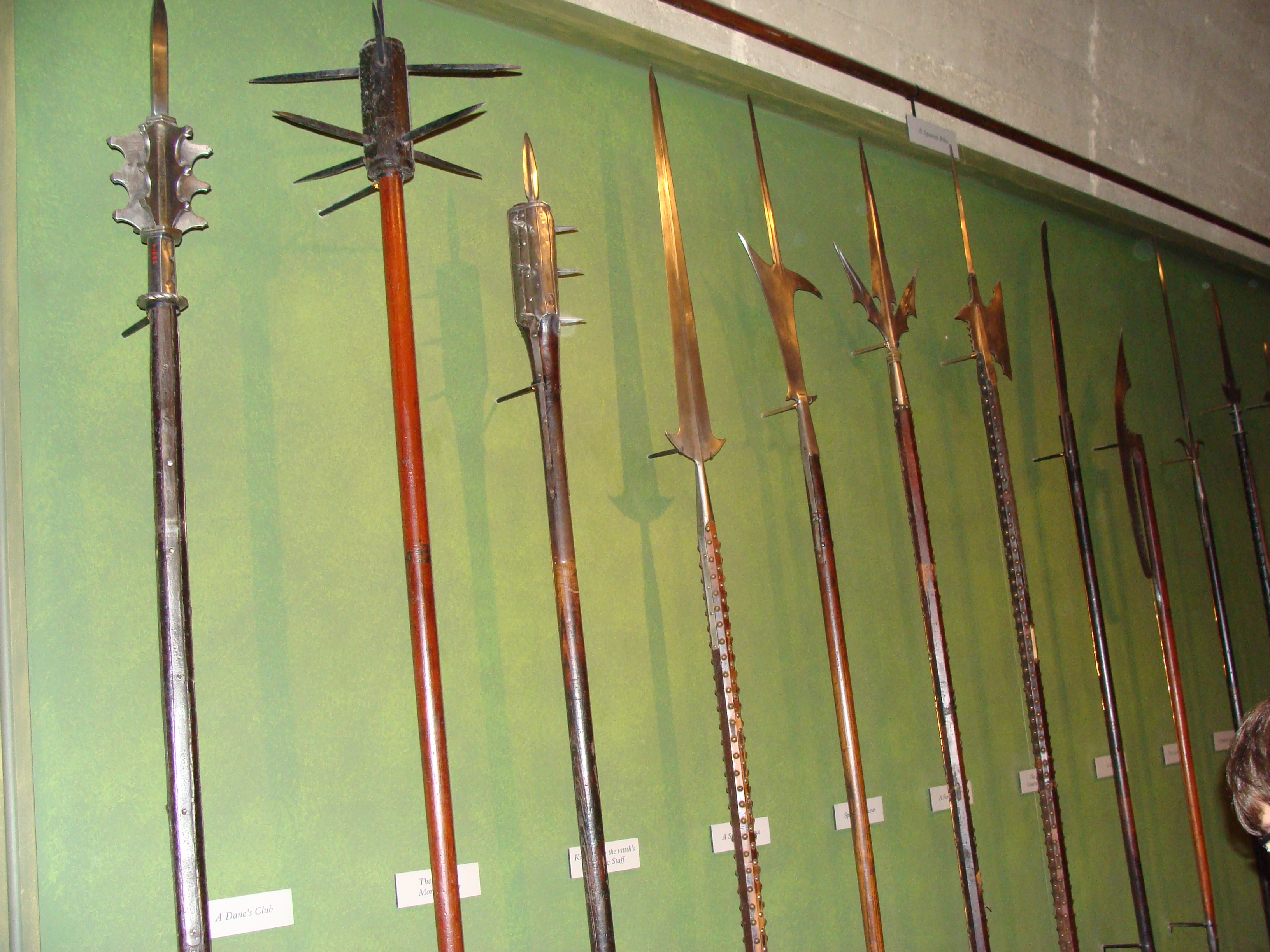
Dřevcové zbraně - Tower of London

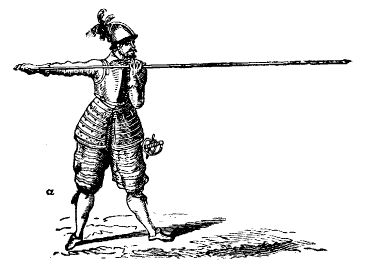
Pikenýr s píkou

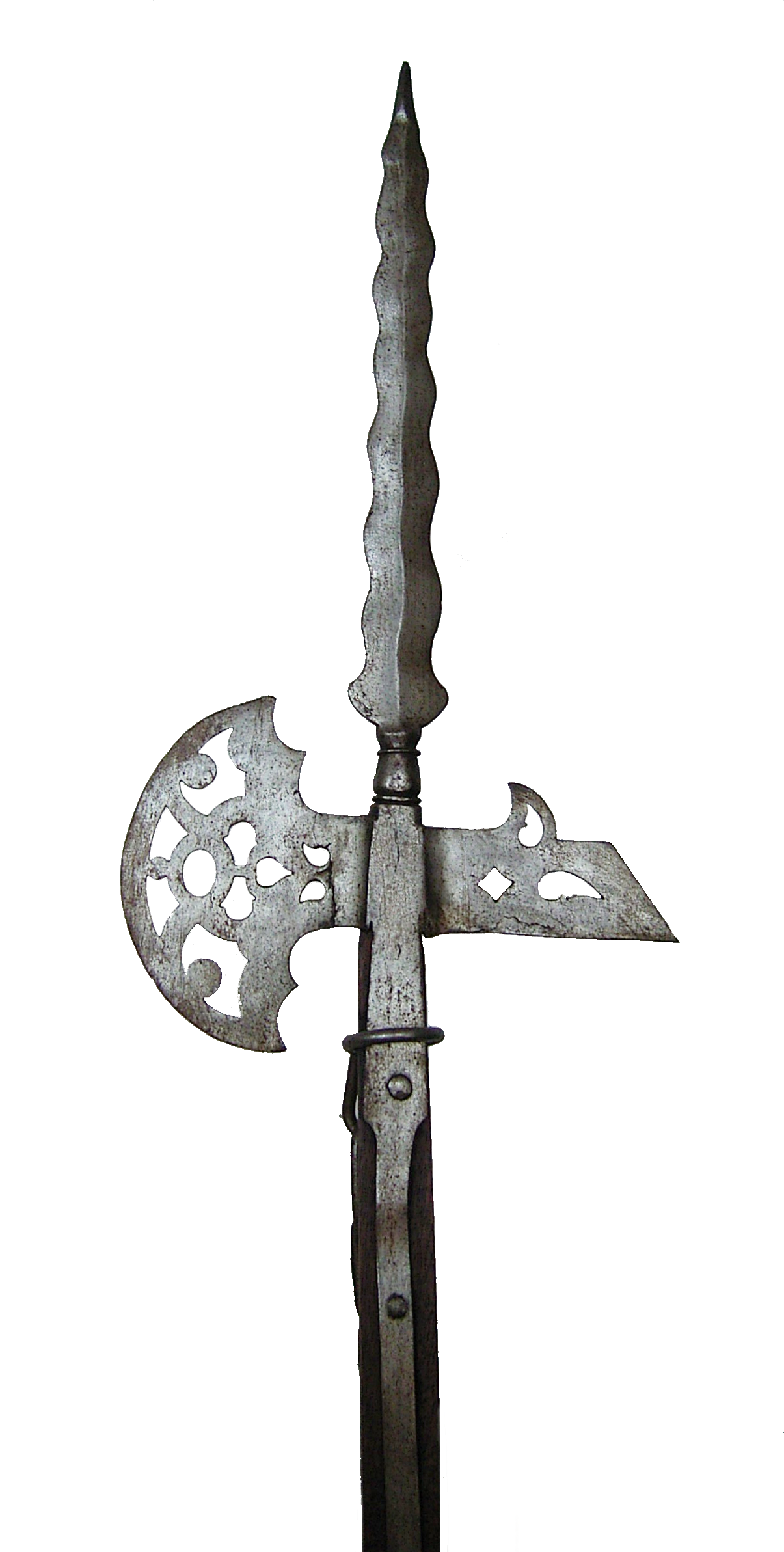
Halapartna

Dřevcová zbraň (též tyčová zbraň, dřevce) je obvykle železná zbraň nasazená na dlouhé tyči (dřevci, ratišti, toporu), která byla používaná jak pěšáky, tak (zejména v bodných variantách) i jízdou. Délka ratiště bývá nejčastěji 1,5–2,5 m.

## Porovnání s krátkými chladnými zbraněmi

### Výhody
V porovnání s obdobnými krátkými chladnými zbraněmi má dřevcová zbraň delší dosah do dálky (pěchota) i výšky (pěchota vs. jízda), výrazně drtivější úder, lepší možnost krytí samotnou zbraní, možnost vést útok z více řad formace.

### Nevýhody
Dřevcová zbraň je pomalejší, hůře ovladatelná. Tyto nevýhody částečně kompenzuje obouruční držení, to však vylučuje nošení štítu. Je vhodná pro kontaktní boj (tělo na tělo).

## Typy dřevcových zbraní
Mezi dále udenenými příklady často nejsou ostré hranice:
- halapartna: Na dřevci je nasazena plochá špička pro útok kombinovaná s hákem pro stržení jezdce z koně a sekerou. Sečně-bodná a strhávací zbraň.[1]
- vojenská kosa: Čepel kovaná do zbraně podobné převrácené kůse. Sečná, strhávací. Často známa i pod francouzským termínem fauchard.
- dlouhý srp: Podobně jako u kosy. Sečná, řezná, strhávací.
- kůsa: Jednostranná čepel podobná tesáku na ratišti, později často s přidaným bodcem na nebroušené straně. Sečně-bodná.
- kopí: Oboustranně broušené rovné ostří nasazené v ose ratiště. Lehké varianty lze použít jednoručně v kombinaci se štítem, lehké vrhací kopí splývá s oštěpem. Převážně bodná.
- píka: Velmi dlouhé (i přes 5 m) a silné kopí, používané zejména pěchotou ve formaci (jak proti pěchotě, tak proti jízdě). Bodná.
- dřevce (turnajová zbraň): přes 3 metry dlouhé jezdecké kopí s tupou železnou špičkou používané v rytířských turnajích
- berdycha: Krátké, ale velmi široké sekerovité ostří na obouručním toporu. Převážně sečná.
- sudlice: Široká sorta zbraní, podobá se obvykle kůse nebo kopí s přidanými jedním a více bodci nebo háky. Bodná nebo sečně-bodná, strhávací.
- šídlo: Dlouhý úzký bodec na ratišti. Bodná, probíjecí.
- kropáč: Ostnatá hlavice na toporu proměnlivé délky. V krátké variantě funguje jako palcát. Úderová.
- válečné kladivo: Kladivo protažené do zobce na konci (různě dlouhého) topora. Úderová, probíjecí.
- naginata: Tradiční japonská zbraň, šavlovitá čepel na ratišti. Sečně-bodná.
- Guan Dao: Tradiční čínská zbraň, podobná zvětšené kůse. Převážně sečná.

Z dřevcových zbraní loveckých lze uvést například:
- Lovecký oštěp, též kančí péro: Bodná lovecká zbraň užívaná k lovu černé a někdy i medvědí zvěře.